# Quận Montmorency, Michigan
Quận Montmorency một quận thuộc tiểu bang Michigan, Hoa Kỳ. Quận lỵ đóng ở Atlanta.6. Theo điều tra dân số năm 2000 của Cục điều tra dân số Hoa Kỳ năm 2000, quận có dân số 10.315 người.

## Địa lý
Theo Cục điều tra dân số Hoa Kỳ, quận có diện tích 1457 km2, trong đó có 38 km2 là diện tích mặt nước.

### Quận giáp ranh
- Quận Presque Isle - đông bắc
- Quận Alpena - đông
- Quận Alcona - đông nam
- Quận Oscoda - nam
- Quận Crawford - tây nam
- Quận Otsego - tây
- Quận Cheboygan - tây bắc